# مجلس الشيوخ لبرلين

علم مجلس الشيوخ في برلين

مجلس الشيوخ في برلين هو الهيئة التنفيذية التي تحكم مدينة برلين، وهي في نفس الوقت ولاية في ألمانيا. حسب دستور ولاية برلين [الألمانية]
 يتألف مجلس الشيوخ من رئيس بلدية برلين وما يصل إلى ثمانية من أعضاء مجلس الشيوخ يعينهم رئيس البلدية الحاكم، اثنان منهم (نائبان) من رؤساء البلديات. يجتمع مجلس الشيوخ أسبوعيًا في روتس راتهاوس (رد تاون هول).

## التاريخ
حصلت بلديات براندنبورغ في برلين القديمة وCölln على امتيازات المدينة في القرن الثالث عشر ومن 1307 في إدارة مشتركة مشتركة، ولكن تم تقسيمها بعد أن أخضع الناخب المدينة (بعد فكرة فرق تسد ) وجعلها مدينته السكنية عام 1448. وأخيرًا كان للملك فريدريك الأول ملك بروسيا مدينتان، وتم إنشاء ثلاث مدن متجاورة لاحقًا، دمجها وترقيتها إلى «العاصمة الملكية ومدينة الإقامة في برلين» اعتبارًا من 1 يناير 1710.

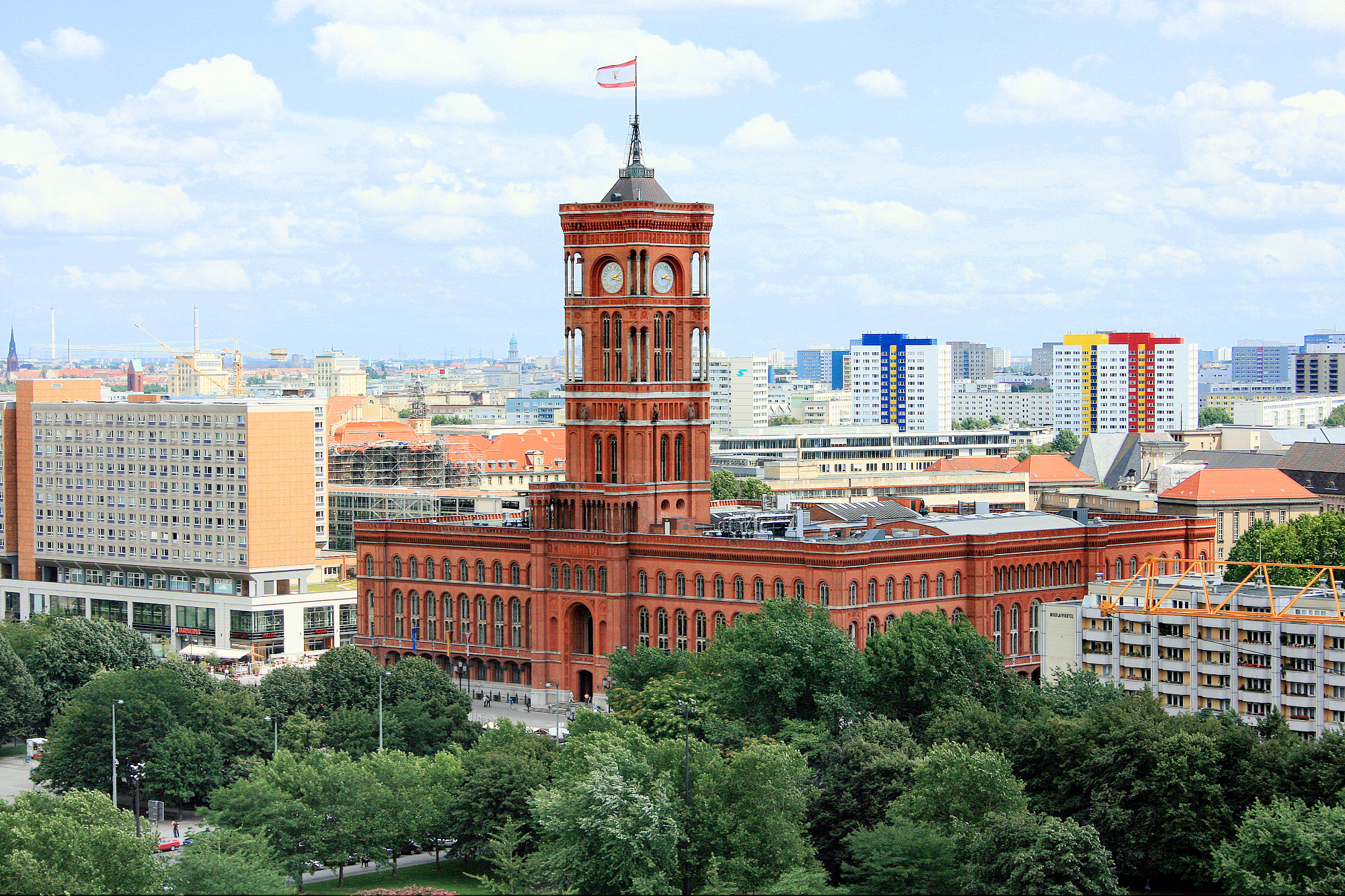
روتس راتوس، مقر مجلس الشيوخ في برلين

## الأقسام
يتكون مجلس الشيوخ في برلين من عشر وزارات أو إدارات (الألمانية: Senatskanzlei ). يتم تنسيق عملهم من قبل موظفي مستشارية مجلس الشيوخ، تحت إشراف رئيس البلدية الحاكم.
مستشارية مجلس الشيوخ
ينسق موظفو مستشارية مجلس الشيوخ (بالألمانية: Senatskanzlei ) سياسات مجلس الشيوخ ويدعمون رئيس البلدية الحاكم.
إدارة الثقافة والشئون الأوروبية بمجلس الشيوخ
( Senatsverwaltung für Kultur und Europa )
إدارة مجلس الشيوخ للاقتصاد والطاقة والمؤسسات العامة
( Senatsverwaltung für Wirtschaft، Energie und Betriebe )
إدارة التربية والتعليم والشباب والأسرة بمجلس الشيوخ
( Senatsverwaltung für Bildung، Jugend und Familie )
إدارة المالية في مجلس الشيوخ
( Senatsverwaltung für Finanzen )
إدارة الصحة والرعاية والمساواة في مجلس الشيوخ
( Senatsverwaltung für Gesundheit، Pflege und Gleichstellung )
قسم الشيوخ والداخلية والرياضية
( Senatsverwaltung für Inneres und Sport )
إدارة التكامل والعمل والشؤون الاجتماعية بمجلس الشيوخ
( Senatsverwaltung für Integration، Arbeit und Soziales )
وزارة العدل، حماية المستهلك ومكافحة التمييز بمجلس الشيوخ
( Senatsverwaltung für Justiz، Verbraucherschutz und Antidiskriminierung )
إدارة مجلس الشيوخ للتنمية الحضرية والإسكان
( Senatsverwaltung für Stadtentwicklung und Wohnen )
إدارة مجلس الشيوخ للبيئة والنقل وحماية المناخ
( Senatsverwaltung für Umwelt، Verkehr und Klimaschutz )